# 오즈번 불

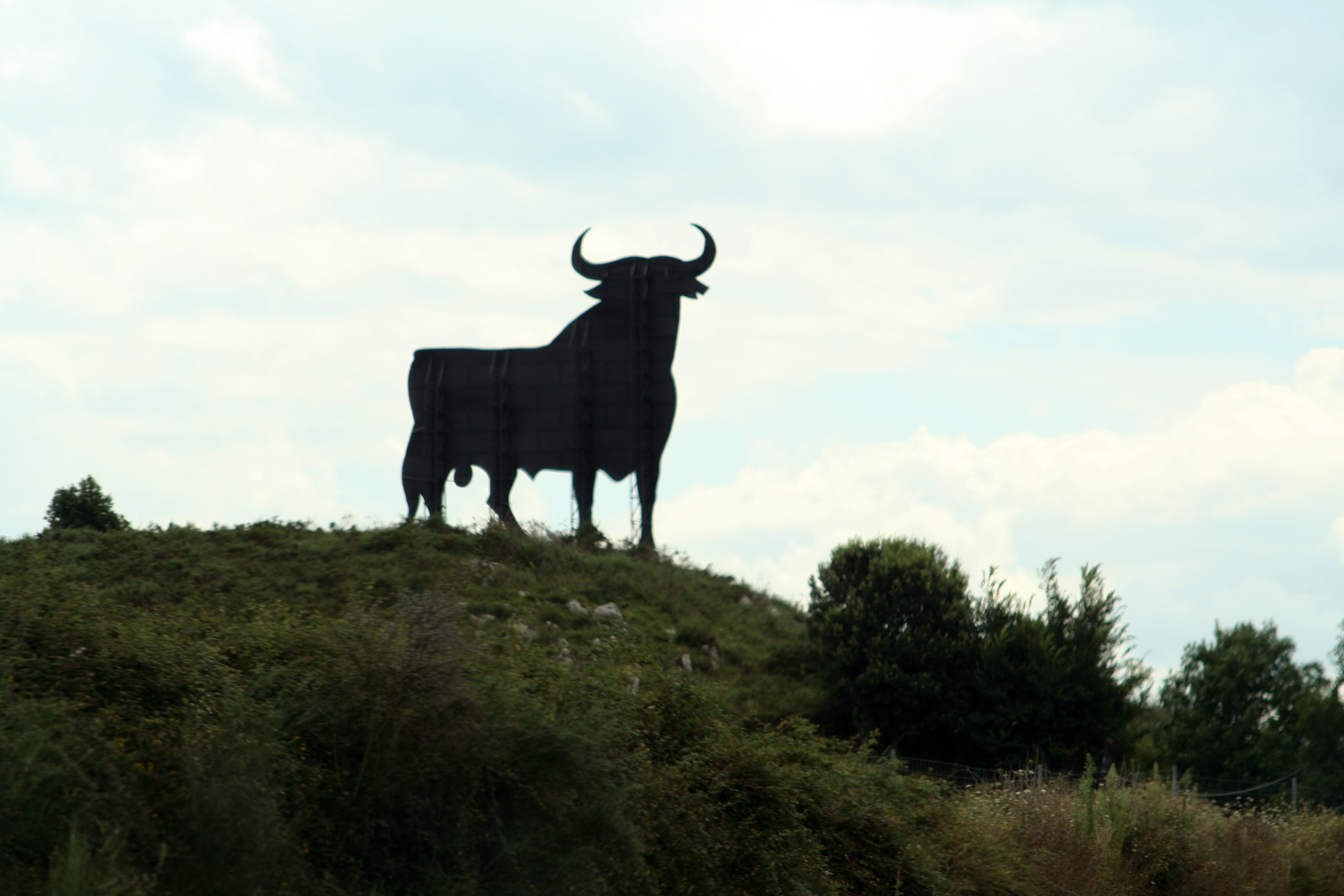
아스투리아스 ㅣ방에 있는 오즈번 불 형상물

오즈번 불(스페인어: Toro de Osborne, 영어: Osborne bull)은 14미터 정도의 검은색으로 된 황소 형상물로서 스페인의 비공식적인 상징물로 여겨진다. 그 이미지는 1956년 마놀로 프리에토가 만들었으며 오늘날 그 보존은 펠리스 테하다 가(家)에서 관장한다.

## 역사
오즈번 셰리 주조회사는 1772년 설립되었고 1956년부터 자사 브랜드를 홍보하기 위해 큰 황소 형상을 세우기 시작했다. 검은색으로 된 디자인에는 그 위에 빨간색으로 "베테라노"(베테랑을 뜻함)라고 쓰여 있었다. 원래 이미지는 더 작고 병의 형태에 따라 차이가 있다. 도로에서 150m 이내에 세우는 것을 법령으로 금지하면서 형상물은 더 커진다.
후에 1994년 개정법에서는 형상물을 세워 광고하는 법을 금지하면서 존재하던 형상물이 제거되기 시작한다. 전국에 그 이미지가 널리 알려져 있었기 때문에 광고 업자들은 법령대로 모두를 없애려 했으나 시민들의 요구에 따라 아직까지 남아있는 것이 있다. 대신 광고 업자들의 저작권을 포기하게 되었으며 사법부의 판단 하에 도시의 풍광을 아름답게 하고 자국 문화의 형상을 분명히 보존한다는 근거로 존립이 허용되었다. 이후로 오즈번 불은 공공재의 일종이 되었다.

## 오늘날

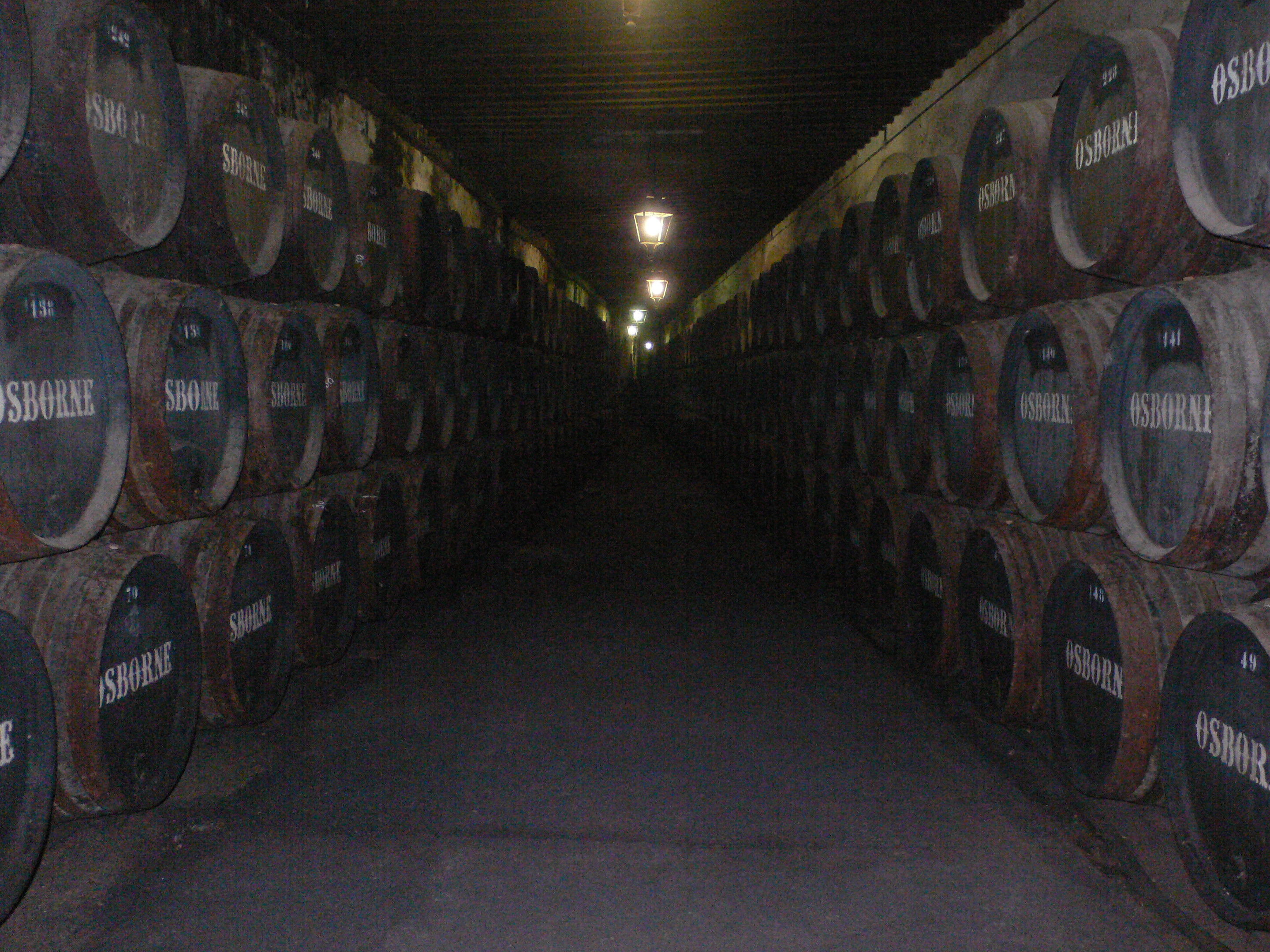
오즈번 본부의 드럼통에 있는 브래디 데 헤레스

오늘날 스페인에서는 "Osborne"이라고 쓰여 있는 표지판이 단 2개 존재한다. 하나는 카디스 주 헤레스 데 라 프론테라 공항에 있으며 다른 하나는 오즈번 본부가 있었던 엘 푸에르토 데 산타 마리아 마을 근처에 있다.
소의 형상은 스티커나 열쇠고리 등 관광기념품에 나타난다. 스포츠 행사를 할 경우 스페인 대표팀이나 개인 팀에서 이를 차용해서 쓰기도 하며 응원팀들도 스페인 국기에 소를 달아 응원의 표시로 사용한다.
오즈번 불 광고로는 89종이 있으며 보통 도로변 언덕 낮은 부분에 위치하여 밝은 하늘에 보았을 때 극명하게 보일 수 있도록 한다. 일부가 아직도 존재하지만 조금 다른 모양으로서 멕시코에서도 광고 목적으로 비슷한 형상이 있다.
바르셀로나 불은 카탈루냐 독립주의를 표방하는 사람들이 파괴한 적이 있으며 후에 마스케파 주변의 인권단체가 다시 복원했다. 마요르카에 있는 유일한 소 형상 또한 비슷한 이유로 민족주의자들이 종종 파괴한다..